# Teloganopsis jinghongensis
Teloganopsis jinghongensis je druh jepice z čeledi Ephemerellidae. Přirozeně se vyskytuje v indomalajské oblasti. Jako první tento druh popsali Xu, You a Hsu v roce 1984.